# Бактрийски език
Бактрийският език е мъртъв ирански език, разпространен някога на територията на провинция Бактрия в Средна Азия. Изчезва към 9 век, изместен от средноперсийски език.
През XIX в. названието бактрийски (нем. baktrisch, altbaktrisch, фр. bactrien) се употребява неправилно като означение за езика на Авестата, сборник от зороастрийски богослужебни химни. В недалечното минало погрешно се употребява названието „етеотохарски език“ (фр. eteo-tokharien), тъй като тохарските езици всъщност не принадлежат към иранската група. Установено е, че част от народите, наречени в гръцки, латински, персийски и индийски източници тохари, говорят на източноирански език и нямат нищо общо с население, оставило паметници на тохарски езици А и Б в няколко оазиса в Таримската котловина. Тези наименования на бактрийския език вече не са актуални.
Употребата на иранския бактрийски език вместо гръцки за административни нужди е въведено от император Канишка от Кушанската династия. Затова бактрийският език се нарича от някои автори още „гръко-бактрийски“ или „кушански“.

## Писменост и документи
Вследствие от военните походи на Александър Македонски в Средна Азия започва да се употребява старогръцки език и азбука за административни нужди. С времето местното население започва да използва гръцката азбука, към която е добавена буквата þ „шо“ за обозначаване на звука /ш/, който липсва от гръцкия език. Открит е и фрагмент на бактрийски език, написан на манихейска азбука. 
- Златна монета на Диодот (245 г. пр. Хр.)
- Сребърна драхма на Менандър (около 160 – 135 г. пр. Хр.) с легенда на гръцки и на индийска писменост кхароштхи.

Надписи на бактрийски език са намерени в Афрасиаб, Кара-тепе, Самарканд (Узбекистан), Балх, Газни, Кабул, Кундуз (Афганистан), Исламабад (Пакистан) и в Китай.
През първата половина на 20 век бактрийският език е известен само от легендите на монети и печати, които съдържат много ограничени данни, а по-късният местен бързописен вариант на гръцката азбука остава неразчетен заради липса на сравнителен материал.
Монетите на Куджула Кадфис и непосредствените му наследници носят името и владетелската титла на гръцки, често с транскрипция на кхароштхи на обратната страна. Най-ранните емисии на Канишка също носят на лицевата страна името и титлата на гръцки (BAΣIΛEYΣ BAΣIΛEΩN KANHÞKOY „[монета] на Канишка, цар на царете“), докато обратната страна изобразява божества с имена на гръцки божества като Хефест, Хелиос, Селена. По-късните емисии следват същия образец, но легендите са на бактрийски, а не гръцки, ÞAONANO ÞAO KANHÞKI KOÞANO „[монета] на Канишка Кушански, цар на царете“. 
Многобройните божества, изобразени върху монетите на Канишка I и Хувишка носят ирански имена като АРΔОХÞО (в Авестата ašiš vaŋuhi), АΔÞО „огън“, ФАРРО „фарн“ (в Авестата xᵛarənah-), ΛPOOAΣПО (в Авестата drvāspā-), МАО „луна“, MIIPO „Митра“ (с варианти MIYPO, MIPO; в Авестата miθra-), NАNА (согдийски nny), OAΔО „вятър“, OAXÞO „Oxus, Амударя“, ОНÞО (в Авестата vayuš, слят с индийския Шива), ООРМАZΔО (в Авестата ahurō mazdō), ОРΛАГNO (в Авестата vərəθraγna-) и ТЕIРО (средноперсийски tīr).
Това се променя през 1957 г., когато френски археолози откриват първият бактрийски надпис в Сурх Котал близо до Баглан, Афганистан. Текстът е публикуван от Андре Марик (André Maricq), който разпознава няколко важни думи и изрази в надписа, включително и името на кушанския владетел Канишка. В. Б. Хенинг (W.B. Henning) установява, че надписът е строителен и отбелязва строителството на кладенец, изкопан в тридесет и първата година от ерата на Канишка, или в началото на царуването на неговия наследник Хувишка (началото на II в.). Четиридесет години след откриването си надписът от Сурх Котал остава единственият и най-важен източник за изучаване на бактрийския език. Открити са още надписи, но никой не е достатъчно дълъг или четлив, за да допринесе значително за изучаването на бактрийския език. През последните десет години корпусът на бактрийски текстове се увеличава покрай откриването на каменен надпис в Рабатак (провинция Баглан) през 1993 г. и публикуван през 1995 – 1996 г. от Дж. Криб и Н. Симс-Уилямс. Надписът е на гръцка азбука и има голямо историческо значение, тъй като споменава предшествениците на Канишка и описва някои от събитията от началото на царуването му. Още по-голяма стойност за изучаването на бактрийски език са над стоте документа на гръко-бактрийски бързопис, появили се на пазара в Пешавар и на международния пазар на антики. Много от тях са в колекцията на д-р Насър Дейвид Халили в Лондон. Тези документи са писани на кожа, плат, и дървени пръчици и обхващат целия период от Сасанидската епоха (IV век сл. Хр.) до арабското нашествие през VIII в. Изглежда, че много от текстовете произхождат от долината Хулм в северен Хиндукуш, област, подвластна на владетел, посочен като владетел на Роб (съвр. Руй, Афганистан).
Бактрийските документи обхващат правни и стопанско-търговски документи, будистки текстове, както и писма, много от които все още са запечатани и добре запазени. Въпреки това, повечето писма са доста кратки и е трудно да се разбере съдържанието им, тъй като често се отнасят до предишна кореспонденция и неизвестни събития. Два от новооткритите документи са будистки текстове, вероятно свързани с будисткото течение амитабха. Повечето документи са със стопански характер и включват текстове, написани върху дървени пръчици (текст до три реда), които изглежда като обратна разписка или рабош за доставки на хранителни продукти, като пшеница и лук. Други икономически документи се състоят от списъци на лични имена, стоки и суми, вероятно записани със счетоводни цели. Тези документи съдържат много цифри, чието правилно четене е важно за тълкуване на датите в много документи.
Повечето от документите са датирани правни договори, които се занимават с продажби, отдаване под наем, подаръци, освобождаване на роби или уреждане на спорове, дори брачен договор. Много такива документи са запазени в два екземпляра, написани на еднакъв пергамент. Един екземпляр на договора се оставя отворен, за да се чете, а другият е плътно навит, завързан с конец и заверени с шест глинени печата или пръстови отпечатъци на договарящите се страни и свидетелите им. Техните имена понякога са написани на обратната страна на документа, до дупките за конеца. Датите, споменти в тези документи варират между 110 г. и 549 г. от неуточнена ера. От бактрийски надписи намерени в Tочи, Пакистан, може да се заключи, че тази епоха вероятно започва през 233 г.сл. Хр. Така датираните бактрийски документи попадат между 342 г. и 781 г., и обхващат периода на кушано-сасанидска, ефталитска и тюркска власт и ранния ислямски период, когато арабският език поема ролята на административен език в Бактрия.

## Езикови собености
Една от главните особености на бактрийския език е замяната на иранско *d с l. Това го доближава до някои съвременни източноирански езици, говорени в Афганистан като пущунски, мунджански.
| Правило      | Бактрийска форма | Значение  | Други сродни форми                |
| ------------ | ---------------- | --------- | --------------------------------- |
| d- > l-      | λασο             | десет     | пущу. las, согд. ds /das/         |
|              | λιζο             | крепост   | нперс. diz                        |
| -d- > -l-    | παραλα-          | продавам  | согд. pr'd- /prad-/               |
|              | βαγολαγγο        | храм      | иран. *baga-danaka- „божие място“ |
| θr > hr      | μιρο, μιυρο      | Митра     | авест. miθra-, срперс. mihr       |
| -rθr- > -lr- | ορλαγνο          | Бахрам    | авест. Vərəϑraγna-                |
| -xt- > -gd-  | πιδοριγδο        | изоставен | иран. *pati-rixta-                |
| -xšt- > -xt- | νοβιχτο          | написан   | мундж. nəwuxt, иран. *ni-pixšta-  |
| xš- > š-     | Þαο              | цар       | перс. šah, согд. xš'wn            |

С настъпването на елинизма в Средна Азия в бактрийския език проникват много старогръцки и латински думи.

## Текстов пример
Надписът от Рабатак, провинция Баглан, Афганистан е направен по заповед на кушанския император Канишка. Открит през 1993 г. при археологически разкопки.

### Бактрийски текст с гръцки букви
[...]νο βωγο στοργο κανηþκε κoþανo ραþτoγo λαδειβo χoαζαoαργo βαγ[η]ζνoγo κιδι ασo νανα oδo ασo oισπoανo μι βαγανo ι þαoδανι αβoρδo κιδι ιωγo χþoνo νoβαστo σ(α)γωνδι βαγανo σινδαδo oτηια ι ιωναγγo oασo oζoαστo ταδηια αριαo ωσταδo αβo ιωγo χþoν(o) αβo [ι] ιυνδo φρoαγδαζo αβo þατριαγγε þαoρε αγιτα κooαδηανo oδo ι oα(σ)πo oδ(o) [ι ζ]αγηδo oδo ι κωζ(αμ)βoo δo ι παλαβoτρo oιδρα αδα αβo ι ζιριταμβo σιδηιανo πρoβαo oδo μανδαρσι ζαoρανo αβo ι σινδo ωσταδo oτη(ι)α αρoυγo ιυνδo (αβo) ι σινδo ωσταδo τασι þαι κανηþκε αβo þαφαρo καραλραγγo φρoμαδo (α)βεινα[...]o βαγoλαγγo κιρδι σιδι β[...]αβo ριζδι αβo μα καδγε ραγα φαρειμoανo β(α)γα(ν)o κιδιμαρo κιρδαν(ε) ι μα[...]o[φ]αρρo oμμα ooηλδι ια αμσα νανα oδo ια αμσα oμμα αoρoμoζδo μoζδoo(α)νo σρoþαρδo ναρασαo μιιρo oτηια oυδoανo πι(δo)γιρβo φρoμαδo κιρδι ειμoανo βαγανo κιδι μασκα νιβιχτιγενδι oτhια φρoμαδo αβειμoανo þαoνανo κιρδι αβo κoζoυλo καδφισo þαo αβo ι φρoνιαγo (o)δo α(βo o)oημo (τ)ακτoo þαo α(β)[o] ι νια(γ)o oδo αβo ooημo καδφισo þαo αβo (ι) πιδα oδo αβo ι χoβιε αβo κανηþκo þαo τα σαγωνδι þαoνανo þαo ι βαγεπooρακ[α]vε [...] φρ(o)μαδo κιρδι ταδι þαφαρε καραλραγγε κιρδo ειo βαγoλαγγo [...]o καραλραγγo oδo þαφαρo καραλραγγo oδo νoκoνζoκo ι αþρooα[λγo κιρ]δo ια φρoμανo ειμιδβα βαγε κιδι μαρo νιβιχτιγενδι ταδανo αβo þαoναν(o) þαo αβo κανηþκε κoþανo αβo ιαoηδανι ζoρριγι λρoυ(γ)o αγγαδ[...]γo oανινδo π[...]ι(ν)δι oδ[…](δ)ι βα(γ)επooρo ασo ιωγo χþoνo αβo ιo (α) χþoνo ιυνδo αρoυγo ναρα[...] ι β(α)γoλαγγo αβo ιωγo χþoνo ασπαδo ταδι αβo ι αρημεσo χþoνo αγαρ[...] [...]χα[...π]ιδo þαo φρoμανα αβισσι παρηνα λαδo αβισσι ρηδγε λαδo αβισσ[ι...] [...]þαι μαδ[...]α (α)βo βαγανo λαδo oδo φαρειμoανo αχoδανo [σι]δι [α]βo μι βαγε λ[αδo]

### Превод на български език
„[...] на великото спасение, Канишка Кушанецът, праведният, справедливият, самодържецът, заслужил божествена слава, който получи царството от Нана и от всички богове, който въведе година първа, както пожелаха боговете. И той издаде указ на гръцки, после го обяви на арийски. В година първа той беше обявен в Индия, в цялата област на кшатриите, че тях – Васп, Сакета, Каушамби, Паталипутра, чак до Шри-Чампа – всички владетели и всяка власт той подчини на себе си, и подчини цяла Индия на себе си. Тогава цар Канишка даде заповед на каралранг Шафар на [...] да построи светилище, наречено Б[...]аб в равнината на (царския) дом, за боговете, чиято служба тук [...] славният Умма води: гореспоменатия Нана, и гореспоменатите Умма, Аурмузд, Срошард, Нараса, Михр. И даде заповед да се изобразят същите, изброени тук, за следните царе: цар Кужула Кадфисес, прадядо му, цар Вима Такту, дядо му, цар Вима Кадфисес, баща му, и за себе си, цар Канишка. После, като цар над царете, потомък на божествения род, [...] беше дал заповед, каралранг Шафар построи това светилище. Каралранг [...], каралранг Шафар и ащвалг Нукунзук (изпълниха) царската заповед. Нека споменатите тук богове (дарят) царя над царете Канишка Кушанеца завинаги със здраве, щастие и победи и нека синът на боговете владее цяла Индия от година първа до година хиляда. [...] Светилището беше основано в година първа и завършено в година трета…според царската заповед и много обреди бяха дарени, и много прислужници бяха дарени, [...] царят даде (дарове) на боговете[...]“